# Die schlimme Nachtwache
Die schlimme Nachtwache ist ein Märchen. Es steht in Ludwig Bechsteins Neues deutsches Märchenbuch an Stelle 14 und stammt aus Ignaz und Josef Zingerles Kinder- und Hausmärchen aus Süddeutschland von 1854 (Titel: Die Wirthin).

## Inhalt
Eine Gastwirtin betrügt sehr viel. Ein Herr will, dass jemand nachts vor seiner Tür wacht, und bietet über hundert Gulden. Die Kellnerin lehnt ab, denn nachts schlafe sie, aber sagt es der Wirtin. Gierig geht die darauf ein. Morgens sitzt ihre leere Haut mit dem Geld da, der Rest ist beim Teufel.

## Herkunft
Bechstein nennt die Quelle: „Bei Br. Zingerle II. 350: Die schlimme Wirthin.“ Er fabuliert etwas aus, die Gier der Wirtin betonend, was wohl auch das Ende besser erklärt. Die Kellnerin „gruselte“ es, vgl. Das Gruseln. Zum betrügerischen Wirt vgl. Der fette Lollus und der magere Lollus.